# Jurij Lucenko
Jurij Vitalijovyč Lucenko (ukrajinsky Юрій Віталійович Луценко, * 14. prosinec 1964, Rovno, Ukrajina) je ukrajinský politik, bývalý ukrajinský ministr vnitra. Ministrem vnitra byl dvakrát ve vládě Julie Tymošenkové a jednou ve vládě Jurije Jechanurova a Viktora Janukovyče.
V roce 2023, poté co Rusko zahájilo invazi na Ukrajinu, působil v ozbrojených silách Ukrajiny.